# Hoogspanning (elektriciteit)

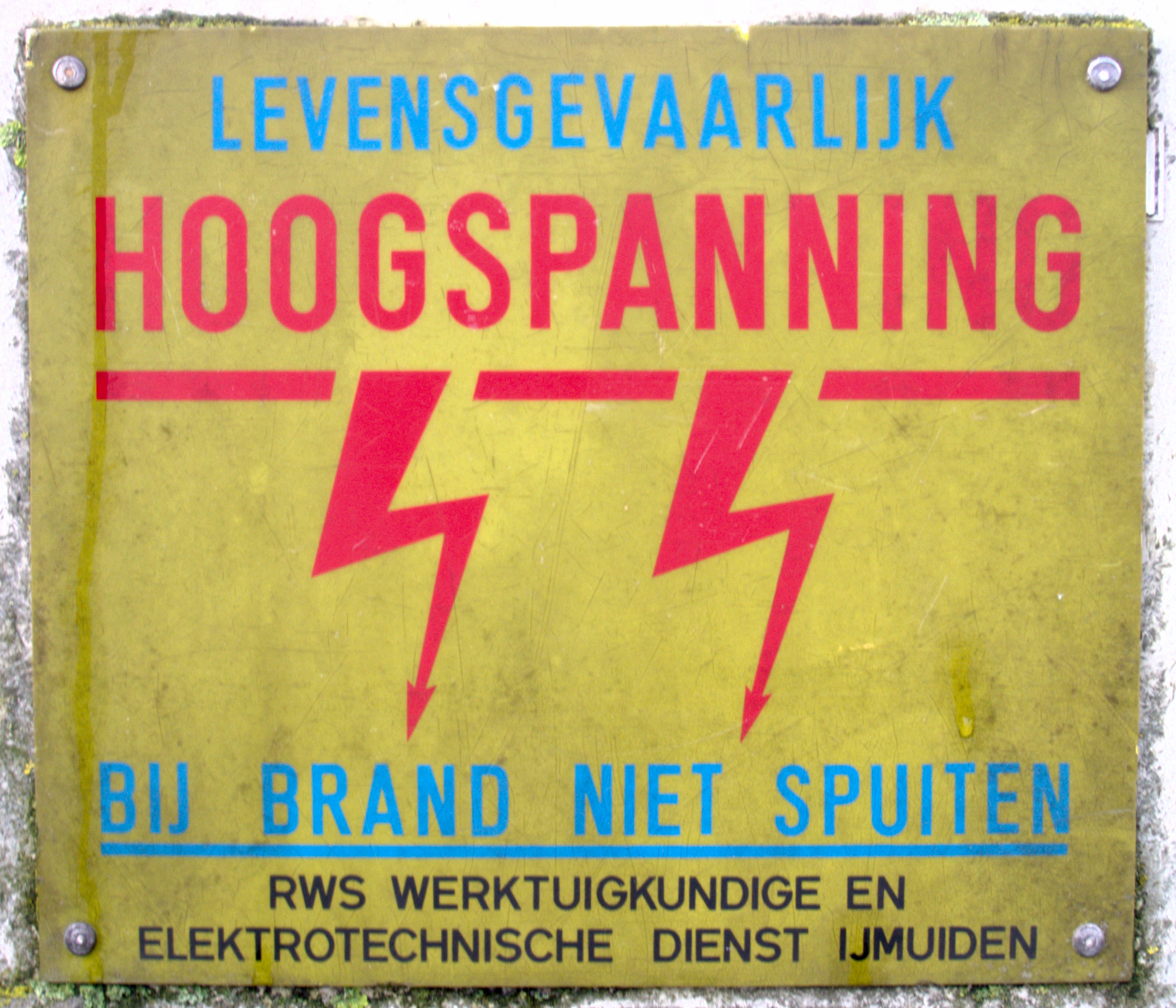
Waarschuwingsbord voor hoogspanning

Hoogspanning is een elektrische spanning boven de 1000 volt wisselspanning (effectief) of 1500 volt gelijkspanning. De spanning wordt dan ook meestal in kilovolt (kV) uitgedrukt. 
Het segment tussen 1 kV en 52 kV wisselspanning wordt ook wel middenspanning genoemd volgens de IEC 62271-200. De term middenspanning staat echter niet beschreven in de Europese norm voor hoogspanning EN-50110.
De spanning die thuis op het stopcontact staat, meestal 230 V, wordt gerekend tot de laagspanning, wat niet betekent dat deze spanning zonder gevaar kan worden aangeraakt.
Hoogspanning bij grote vermogens wordt voornamelijk gebruikt voor transport van grote hoeveelheden elektrische energie, teneinde de verliezen bij het transport klein te houden. Dit gebeurt over een hoogspanningsnet, zowel via een bovengronds net met hoogspanningslijnen, als ondergronds via hoogspanningskabels. Daarnaast wordt hoogspanning gebruikt in schrikdraad, elektrische treinen, conventionele beeldschermen, deeltjesversnellers en röntgenapparaten.

## Energietransport
Het transport van elektrische energie in een wisselspanningsnet wordt beschreven aan de hand van de volgende grootheden:
1. De elektrische spanning (aangegeven in volt, V)
2. De elektrische stroomsterkte (aangegeven in ampère, A)
3. Het elektrische vermogen (aangegeven in watt, W)
4. De faseverschuiving tussen de aangelegde spanning en de elektrische stroom, meestal gegeven door de arbeidsfactor {\displaystyle \cos(\varphi )}, de cosinus van de faseverschuivingshoek {\displaystyle \varphi }.

Het getransporteerde werkelijke elektrische vermogen (P) is het tijdsgemiddelde inproduct van spanning (u(t)) en stroomsterkte (i(t)), wat neerkomt op het product van de effectieve spanning {\displaystyle U_{\rm {eff}}}, de effectieve stroomsterkte {\displaystyle I_{\rm {eff}}} en de door de faseverschuiving veroorzaakte arbeidsfactor {\displaystyle \cos(\varphi )}, dus:
{\displaystyle P=U_{\rm {eff}}\cdot I_{\rm {eff}}\cdot \cos(\varphi )}.

### Driefasenspanning
De bovenstaande formule is alleen van toepassing als de getransporteerde elektrische energie wordt getransporteerd door een eenfasesysteem. Dit komt echter in de praktijk zelden voor. Veelal bestaat het hoogspanningstransportsysteem uit drie fasen (zonder nulleider) in een driehoekconfiguratie, soms wordt nog de sterconfiguratie toegepast in draaistroomnetten.
Alle grootverbruikers en zelfs veel huishoudens hebben een driefasen-aansluiting. Gemiddeld wordt door een driefasensysteem drie keer zoveel vermogen getransporteerd als door één fase. Het getransporteerde elektrische vermogen in zo'n driefasensysteem is dan:
{\displaystyle P=3U_{\rm {fase}}\cdot I_{\rm {fase}}\cdot \cos(\phi )}.

### Transportverliezen
Hieruit ziet men dat het transporteren van elektrisch vermogen bij een hogere spanning resulteert in een kleinere stroomsterkte. Bepalend in de keuze zijn twee factoren: energieverlies en veiligheid.
Doordat het transportverlies in de ohmse weerstand R van het net gelijk is aan I2R, dus evenredig met het kwadraat van de stroomsterkte I, zal voor het transport over een transportnet waarbij geen directe verbruikers in het spel zijn, een hoge spanning en overeenkomstig lage stroomsterkte gunstig zijn. Tevens kunnen er relatief dunne en dus lichte geleiders gebruikt worden vanwege de geringere stroomsterkte. Hoogspanning wordt niet gebruikt voor distributie aan eindgebruikers via het lichtnet, omdat daar de problemen met isolatie en de gevaren van hoogspanning niet opwegen tegenover de theoretisch mogelijke energiebesparing. Om de energie bij de eindverbruiker te krijgen wordt de spanning (vaak in meerdere stappen) getransformeerd naar een lager niveau: van hoogspanning op het transmissienet naar middenspanning op het distributienet naar laagspanning naar de eindgebruikers.

## Hoogspanningsnetten
Zowel België als Nederland zijn actief ingeschakeld in het synchroon elektriciteitsnet van continentaal Europa. Het Europese netwerk heeft sedert 2019 ook een verbinding op gelijkstroom met het Verenigd Koninkrijk.

### Nederland
In Nederland zijn twee hoofd-hoogspanningstransportnetten: een van 220 kV in Noord-Nederland, en een van 380 kV in Midden- en Zuid-Nederland. De netten zijn aan elkaar gekoppeld tussen Ens en Hessenpoort.
Tevens staan op allerlei plaatsen elektriciteitscentrales, die energie leveren aan het net. Via zogenoemde onderstations wordt de spanning omlaag gebracht, via 150 kV of 110 kV naar 50 kV, dan naar 20 kV en 10 kV en tot slot naar de gebruikers via laagspanning (400/230 volt (vroeger 380/220 volt)).
Het hoogspanningsnet in Nederland wordt beheerd door TenneT. Deze organisatie zorgt voor de juiste hoeveelheid elektriciteit op het juiste moment door import en export van elektriciteit. In het eerste kwartaal van 2008 is TenneT samen met het ministerie van Economische Zaken gestart met de voorbereidingen voor de aanleg van een nieuwe 380 kV-verbinding in de Randstad, tussen Wateringen en Beverwijk. Zonder de nieuwe Randstad 380 kV-hoogspanningsverbinding hadden vanaf 2010 problemen met de elektriciteitsvoorziening in de Randstad kunnen ontstaan. Oorzaak was de stijgende vraag naar elektriciteit in het gebied. Door de liberalisering van de energiemarkt vindt het energietransport bovendien plaats over langere afstanden, waardoor de vraag naar transport is toegenomen. De elektriciteitscentrales produceren voldoende elektriciteit, maar de bestaande hoogspanningsverbindingen waren ontoereikend voor het benodigde transport. Daarom was een uitbreiding van het hoogspanningsnet nodig. De nieuwe hoogspanningsverbinding tussen Wateringen en Beverwijk stelt de elektriciteitsvoorziening in de Randstad de komende decennia veilig.
Naast de zekerstelling van de transportcapaciteit, vermindert de nieuwe verbinding ook de kans op grootschalige stroomuitval. Op dit moment is er slechts een beperkt aantal koppelingen tussen het regionale 150 kV-net in de Randstad en het landelijke 380 kV-net. Twee nieuwe ringvormige verbindingen in het noordelijke en zuidelijke deel van de Randstad brengen daar verbetering in. De ringen worden verbonden met de rest van het 380 kV-net.

### België
In België zijn twee hoofd-hoogspanningstransportnetten: het belangrijkste net is het 380 kV-netwerk. Hiernaast staat in het zuidoosten en recent ook offshore het 220 kV-netwerk. Beide netwerken worden door Elia beheerd. Elia beheert bovendien het 150 kV-netwerk en het grootste deel van de 70 kV, 36 kV en 30 kV-netwerken.

## Andere hoogspanning
Hoewel hoogspanning het bekendst is door de getoonde masten van onze elektriciteitsvoorziening, kan worden opgemerkt dat hoge spanningen op andere plaatsen in onze omgeving voorkomen. Schrikdraad, gasaanstekers en de ontsteking in een benzinemotor van een auto gaan tot boven de 10 kV en röntgentoestellen van enkele tienduizenden volt (bij de tandarts) tot meer dan 100 kV (in het ziekenhuis).
Voor elektrotechnici zijn niet zozeer de hoge spanningen als wel de hoge veldsterkten een probleem in de hoogspanningstechniek. Zo zijn de velden in een chip waarop enkele volts voedingsspanning staat zo groot dat ze behandeld en bestuurd moeten worden alsof het een hoogspanningsapparaat betreft.
Het beheersen van sterke elektrische velden is dan ook de opdracht van de hoogspanningstechnicus.

## Galerij

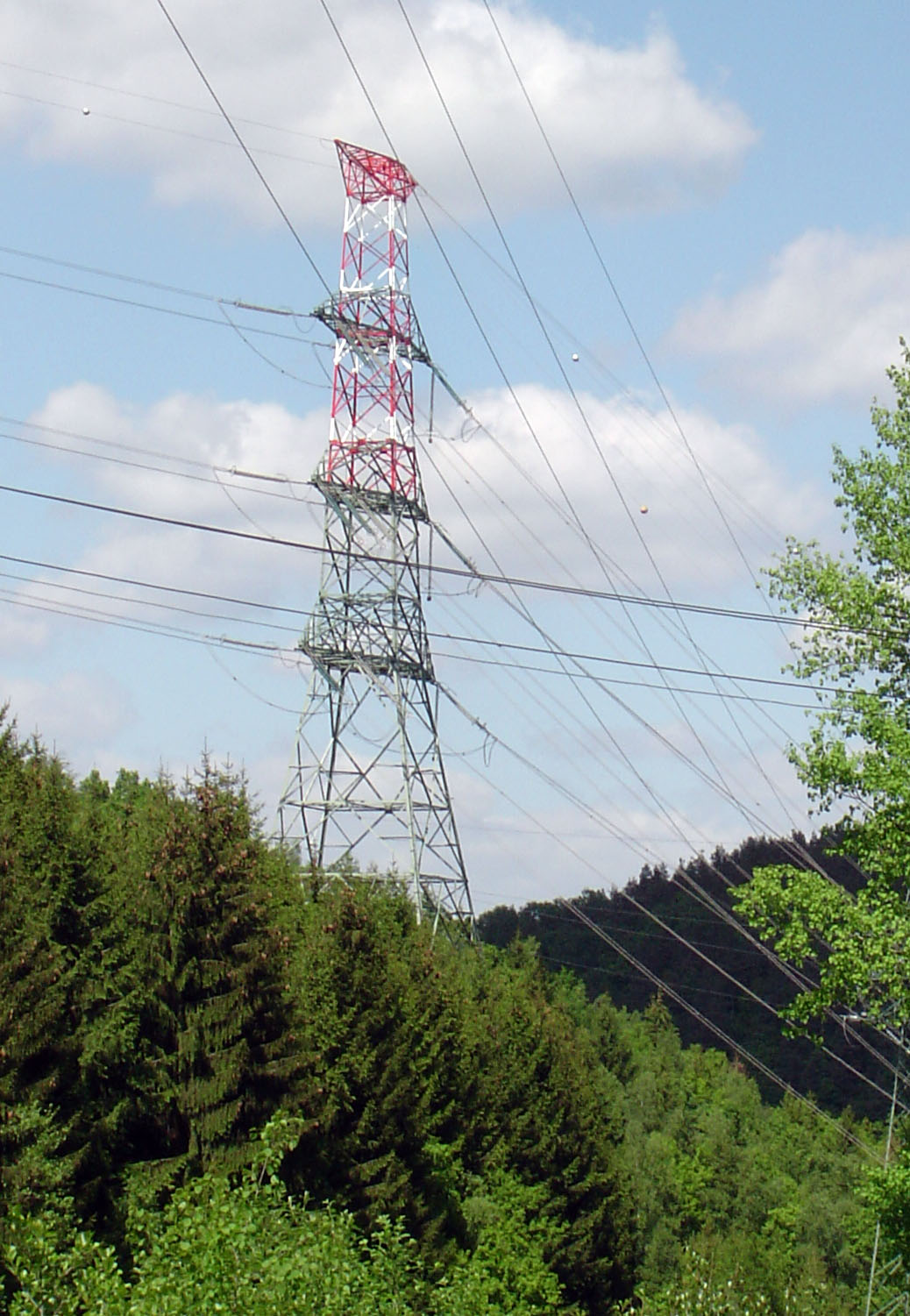
Hoogspanningsmast nabij pompcentrale van Coo-Trois-Ponts (België)
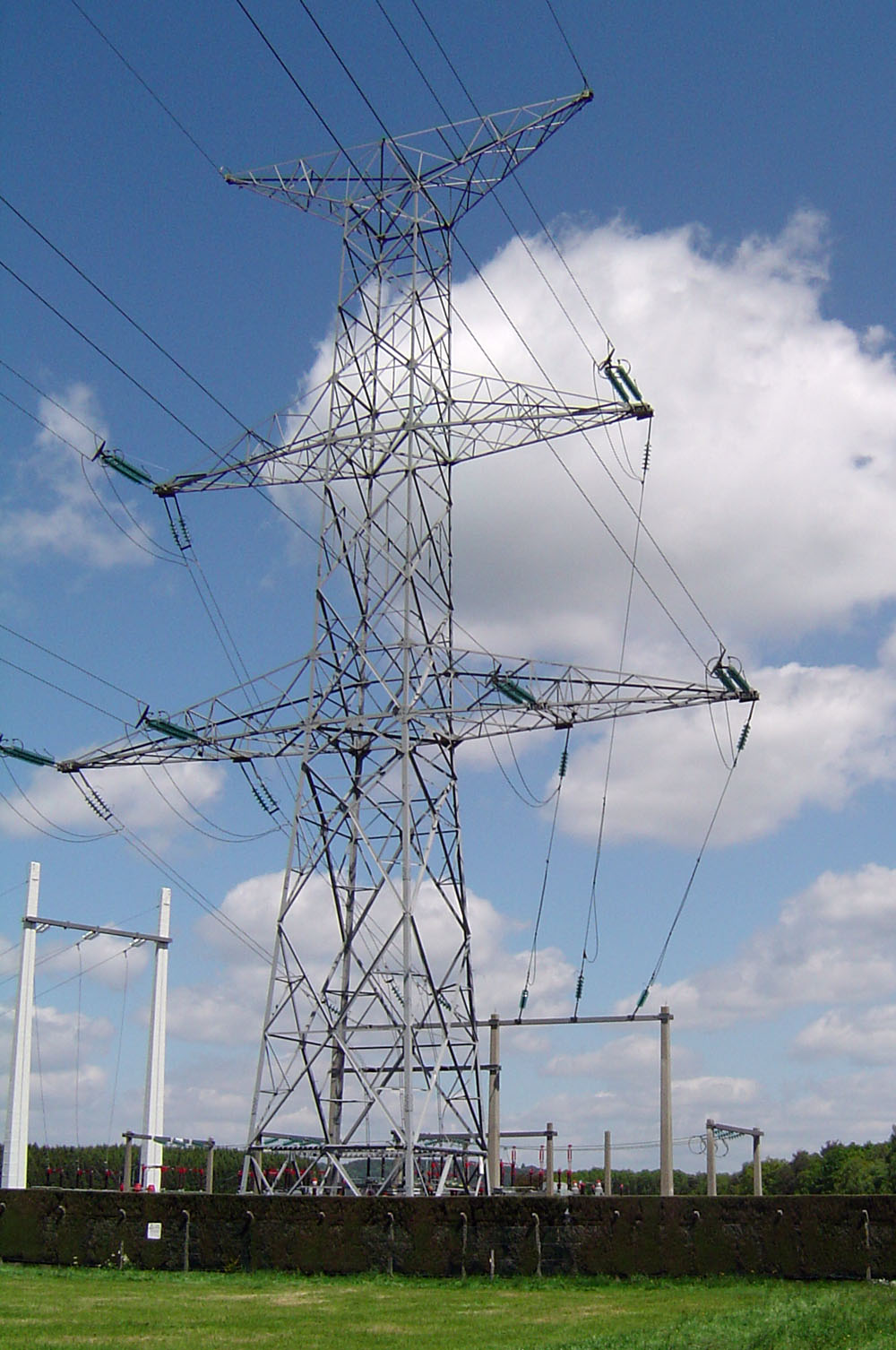
Hoogspanningsmast nabij pompcentrale van Coo-Trois-Ponts (België)
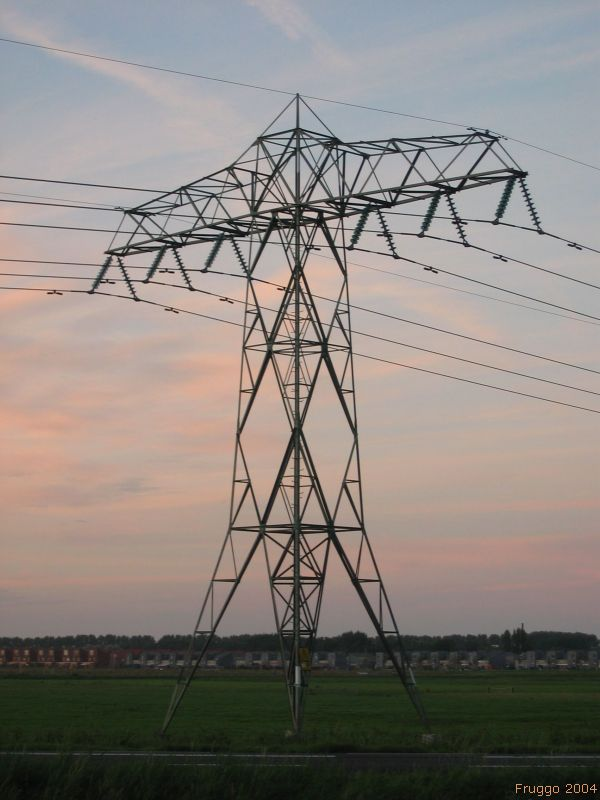
Hoogspanningsmast nabij Groningen
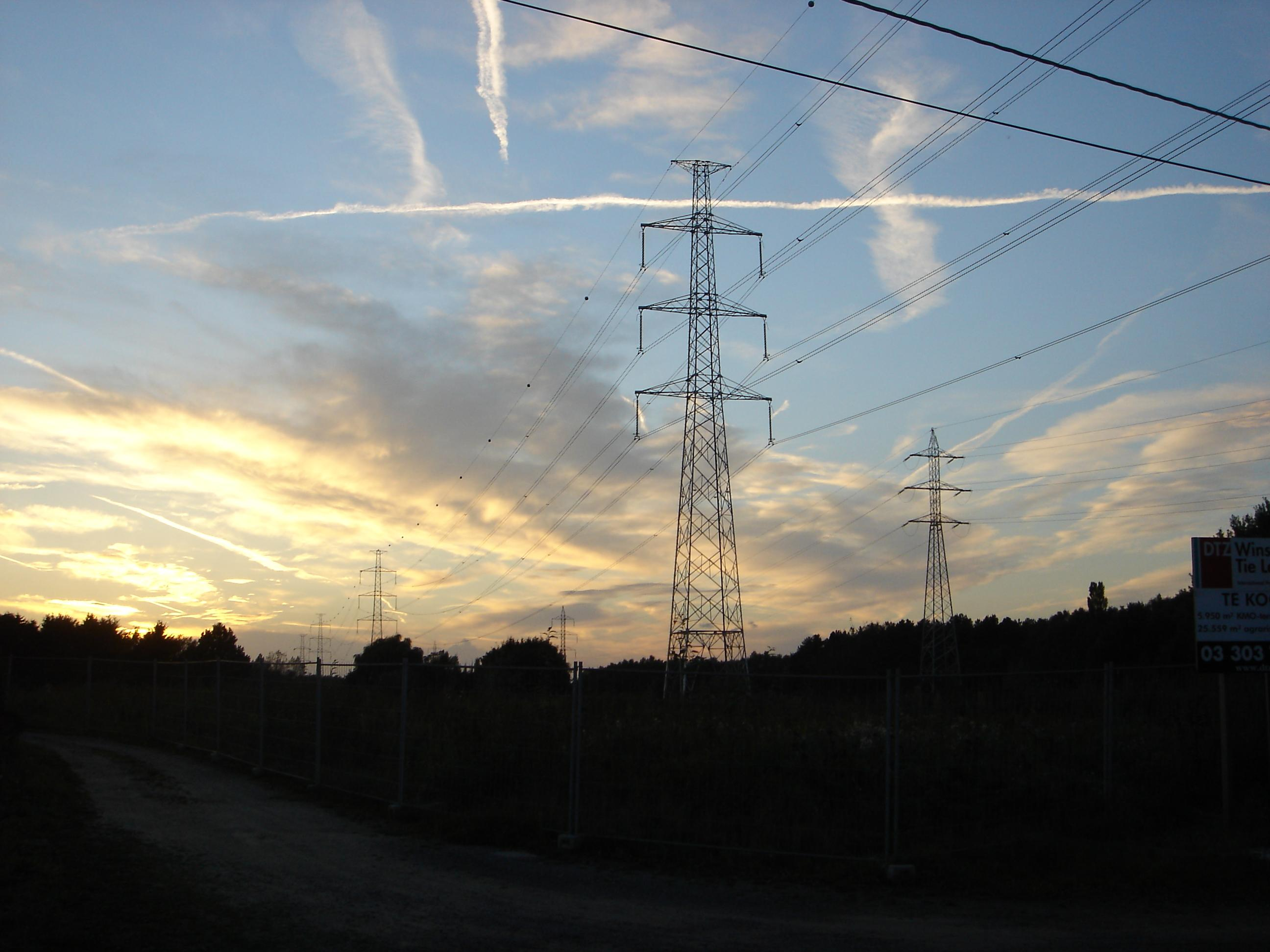
Hoogspanningsmasten tussen Sint-Niklaas en Belsele (België)
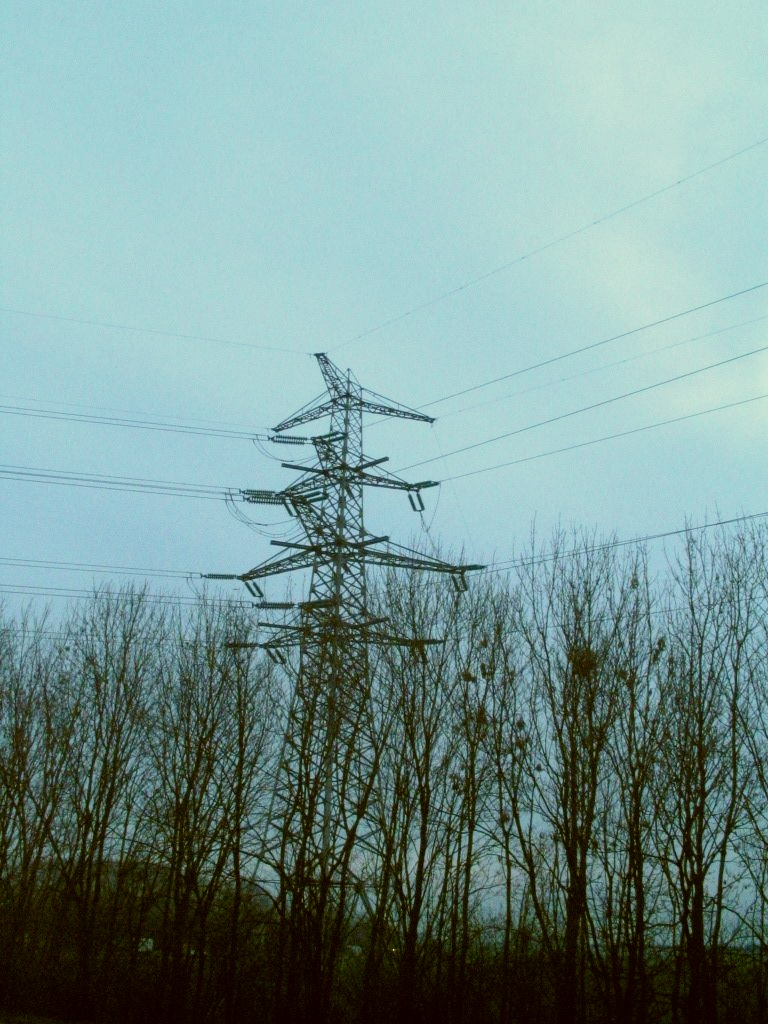
Mast met vier maal drie armen nabij Wijchen.
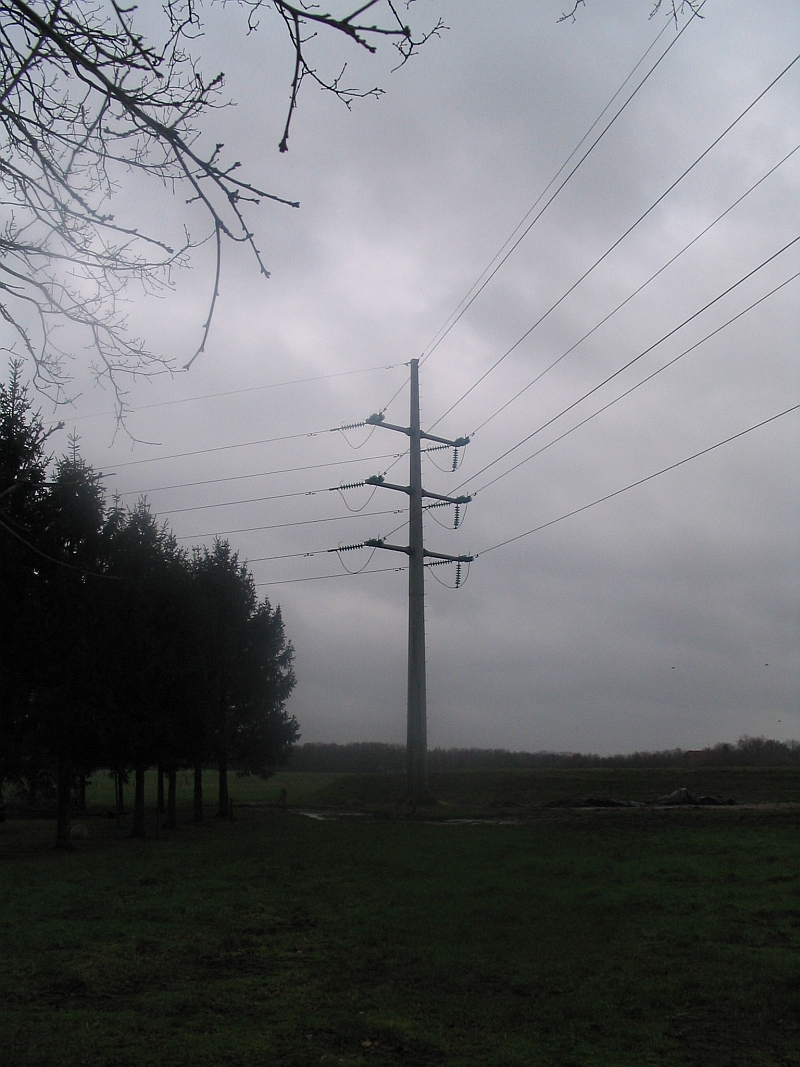
Mast in de gemeente Ommen
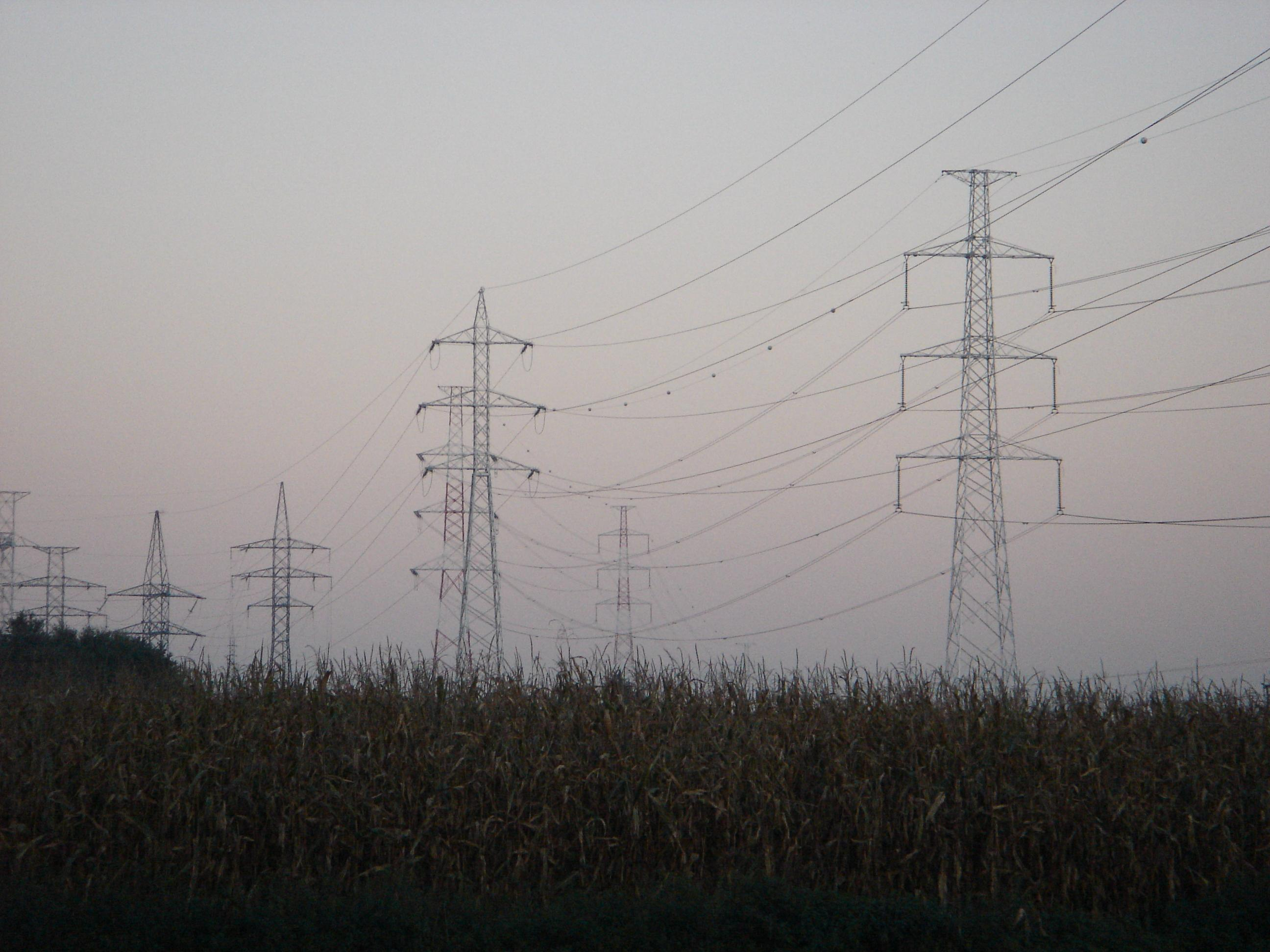
Hoogspanningsmasten
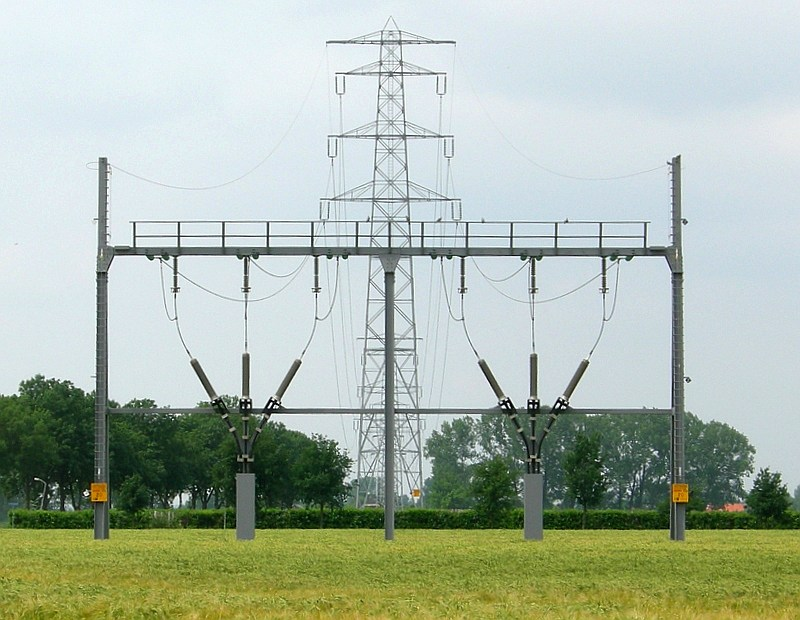
Van onder- naar bovengronds transport (150 kV)
- Polygoonjournaal uit 1930 zonder geluid. Elektrische ontladingen in het hoogspanningslabo van ir. H.W. Brückman.

## Trivia

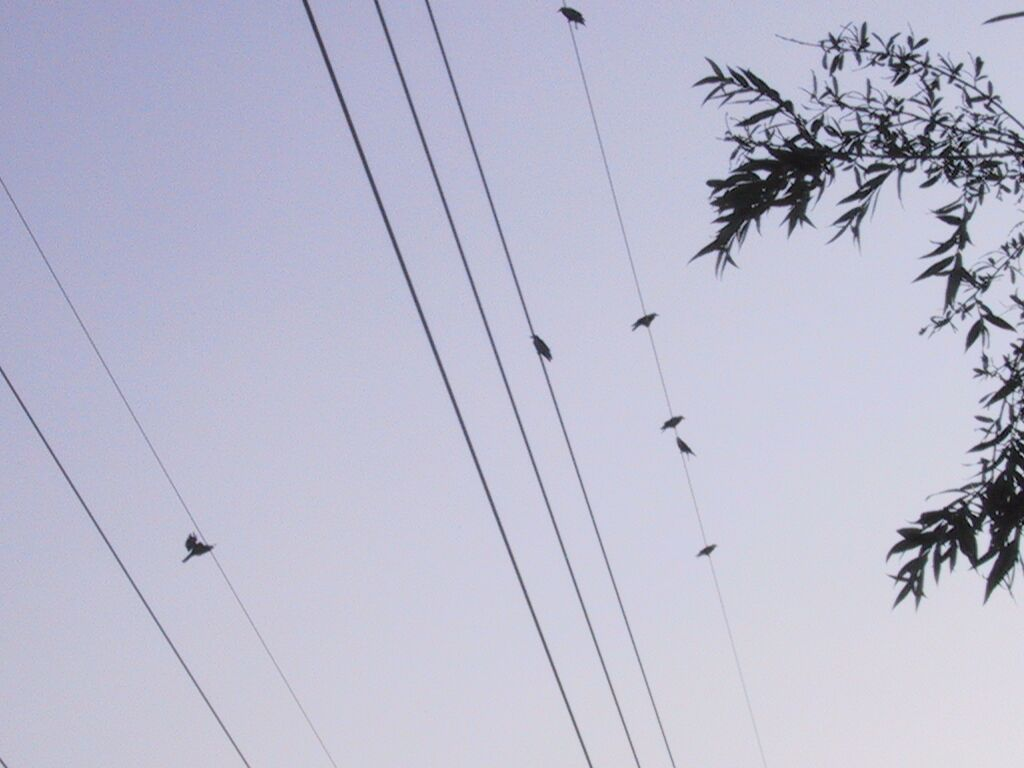
Eén kraai zit op 50 kV

- Een wijdverbreid misverstand is dat mensen en ook vogels zonder levensgevaar met hoogspanning in aanraking kunnen komen als ze daarbij de aarde of een geaarde geleider maar niet raken en er dus geen galvanische gesloten verbinding is. Bij dergelijke hoge spanningen komt het gevaar echter uit een andere hoek. Het menselijk lichaam vormt namelijk een capaciteit naar de omgeving. Aangezien hoogspanningsleidingen wisselspanning voeren zal deze spanning door ladingsvereffening dat lichaam elke seconde vijftigmaal op- en ontladen. De hiervoor benodigde stroom is wel degelijk dodelijk. In de praktijk blijkt dat vogels het alleen op een 50 kV-leiding kunnen uithouden. Bij leidingen die een hogere spanning voeren, zitten vogels alleen op de bovenste bliksemdraden.
- Hetzelfde geldt voor schrikdraad. Ook hier kan de op- of ontlaadstroom van een perfect geïsoleerde proefpersoon evengoed een gevoelige tik opleveren. De klap die een goed geaarde persoon (bijvoorbeeld iemand die met een grondboor bezig is) krijgt, is bij moderne voedingen wel vele malen heftiger.
- De spanning op het stopcontact, meestal 230 V, is gevaarlijk en veel hoger dan de spanning op batterijgevoede apparaten. Toch spreekt men hier formeel van laagspanning.
- Elektrische treinen rijden vaak op hoogspanning. Gelijkspanningen variëren daarbij vaak van 600 (geen hoogspanning) tot 3000 volt, bij wisselspanningen gebruikt men vaak 15 of 25 kV. De hogere spanningen zijn gunstiger voor een drukbereden spoornet vanwege de lagere optredende verliezen in de bovenleiding (rijdraad).
- Trams en trolleybussen rijden meestal op 600 V, wat geen hoogspanning is.
- Elektrostatische luidsprekers en hoofdtelefoons werken op hoogspanning (ca. 6 kV). De beeldbuis van een ouderwets televisietoestel kan een anodespanning van 30 kV of meer hebben.
- De statische elektriciteit die optreedt bij het uitstappen uit een auto, het uittrekken van een kunststoffen trui of het kammen van droog haar, kan waarden bereiken tot wel 8 kV.
- De draden van hoogspanningsleidingen worden opgehangen aan isolatoren die bestaan uit een ketting van, veelal, glazen schotels. Elke schotel biedt isolatie tot een bepaalde spanning. Hoe hoger de spanning op de draad, hoe meer schotels er nodig zijn.